# SS-Totenkopfverbände
Las SS-Totenkopfverbände (SS-TV), traducible como "Unidades de la Calavera", fueron la organización de las SS responsable de administrar los Campos de concentración y los campos de exterminio durante la Alemania nazi, entre otras funciones similares. Mientras que la Totenkopf (calavera) fue la divisa de gorra normalmente utilizada por las SS, la SS-TV también llevaba la insignia de la Calavera de la Muerte en el lado derecho del cuello del uniforme para así distinguirse de otras unidades de la Schutzstaffel (SS).
La SS-TV fue creada originalmente en 1933 como una unidad independiente dentro de las SS aunque con sus propios rangos y estructura de mando. Administró los campos de concentración a lo largo de la Alemania nazi y más tarde, también en la Europa ocupada por los nazis. Los de Alemania bajo su administración incluían Dachau, Bergen-Belsen y Buchenwald, mientras que entre los campos situados en otros puntos de Europa destacaban Auschwitz-Birkenau en la Polonia ocupada y Mauthausen en la Austria anexionada, además de otros muchos campos de la muerte operados bajo estricto secreto. La función primaria de los campos de exterminio era ejecutar labores de genocidio y entre los más conocidos estaban Treblinka, Bełżec y Sobibór, que fueron construidos para la llamada Aktion Reinhard así como el Campo de exterminio de Chełmno, y Majdanek, que estaba equipado con instalaciones para matanza en masa, junto con Auschwitz. Se encargaron de facilitar lo que los nazis llamaron la Solución Final, conocida desde la guerra como el Holocausto, el genocidio de judíos, así como también de gitanos, comunistas, homosexuales y otros muchos grupos, y que fue perpetrado por las SS dentro de la estructura de mando de la Oficina Central de Seguridad del Reich subordinada a Heinrich Himmler, y la Oficina Central Económica y Administrativa de las SS.
Al comienzo de la Segunda Guerra Mundial una de las primeras unidades de combate de las Waffen-SS, la División SS Totenkopf, fue formada con personal del SS-TV. Pronto se hizo conocido por su brutalidad y fanatismo, participando en crímenes de guerra como la masacre de Le Paradis en 1940, durante la caída de Francia. Las matanzas de civiles polacos y soviéticos en el Frente Oriental, tras el comienzo de la Operación Barbarroja, fueron obra de los SS-Einsatzgruppen, escuadrones móviles de la muerte, y sus subgrupos llamados Einsatzkommando. que fueron organizados por Heinrich Himmler y Reinhard Heydrich.

## Historia

### Formación
Después de la subida al poder de los nazis en 1933, el nuevo gobierno necesitaba organizar un nuevo sistema para encarcelar a los enemigos del Estado. Originalmente sólo contaba con una mescolanza de prisiones y campos de detención. La Sturmabteilung (SA) administró inicialmente los campos de detención. Sin embargo, después de la caída en desgracia de esta organización de milicias, tras la llamada Noche de los cuchillos largos (30 de junio a 2 de julio de 1934), las SS se hicieron con las riendas del sistema.

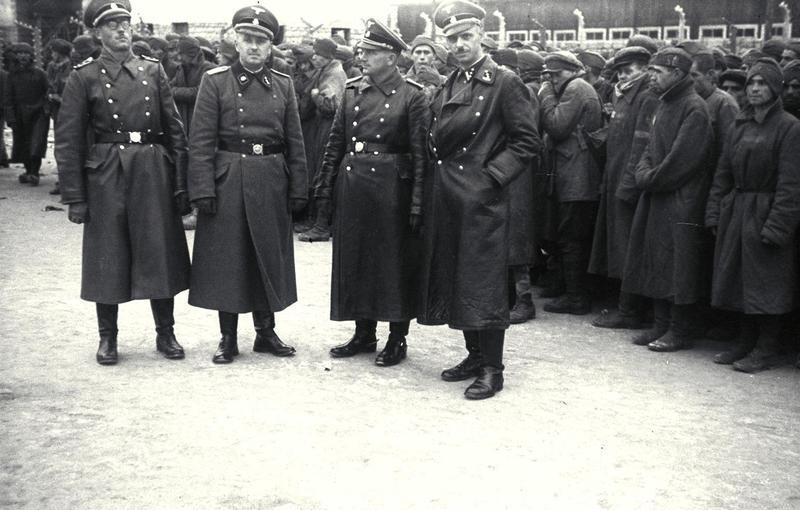
Oficiales del SS-TV junto a un grupo de prisioneros en el campo de concentración de Gusen (1941).

El 26 de junio de 1933, el Reichsführer-SS Heinrich Himmler nombró al SS-Oberführer Theodor Eicke nuevo Kommandant del que iba a ser el primer campo de concentración nazi, el de Dachau. Eicke solicitó una unidad permanente que estuviera subordinada sólo a él y Himmler accedió a la solicitud; la SS-Wachverband (Unidad de Guardia) fue creada. Promocionado el 30 de enero de 1934 a SS-Brigadeführer (equivalente al rango de Mayor general del Ejército), como comandante de Dachau, Eicke implementó nuevas reformas. Reorganizó la estructura del campo, estableciendo nuevos puestos de guardia, que incluían la obediencia ciega a las órdenes y un endurecimiento de los reglamentos disciplinarios y de castigo para los detenidos, fueron adoptados por todos los campos de concentración de la Alemania nazi el 1 de enero de 1934. Poco después de la Noche de los cuchillos largos, en la que Eicke había tenido un importante papel, fue nuevamente ascendido —esta vez al rango de SS-Gruppenführer— y fue nombrado Inspector de los Campos de Concentración y comandante de las formaciones de guardia de las SS. En su rol como Inspector de los Campos de Concentración, Eicke empezó a organizar una gran reorganización de los campos en 1935. Por ejemplo, los campos más pequeños fueron desmantelados. El campo de Dachau se mantuvo, aunque parte del personal de Dachau fue destinado a Sachsenhausen y Oranienburg, donde Eicke estableció su oficina central.
En 1935 Dachau se convirtió en el centro de entrenamiento para el servicio de campos de concentración. Muchos de sus primeros reclutas procedían de la oficialidad de la SA y la Allgemeine SS. Los puestos de alto rango fueron ocupados por el personal del servicio de policía alemán. El 29 de marzo de 1936, la administración y los guardias de los campos de concentración fueron oficialmente designados como la SS-Totenkopfverbände (SS-TV). En el verano de 1937, Buchenwald ya se encontraba operacional, seguido de Ravensbrück (cerca de Lichtenburg) en mayo de 1939. También hubo otros nuevos campos de concentración en Austria, como Mauthausen, que fueron abiertos en 1938. Los reglamentos de todos los campos de las SS, tanto para los guardias y presos, seguían el modelo del campo de Dachau.

### Consolidación y desarrollo

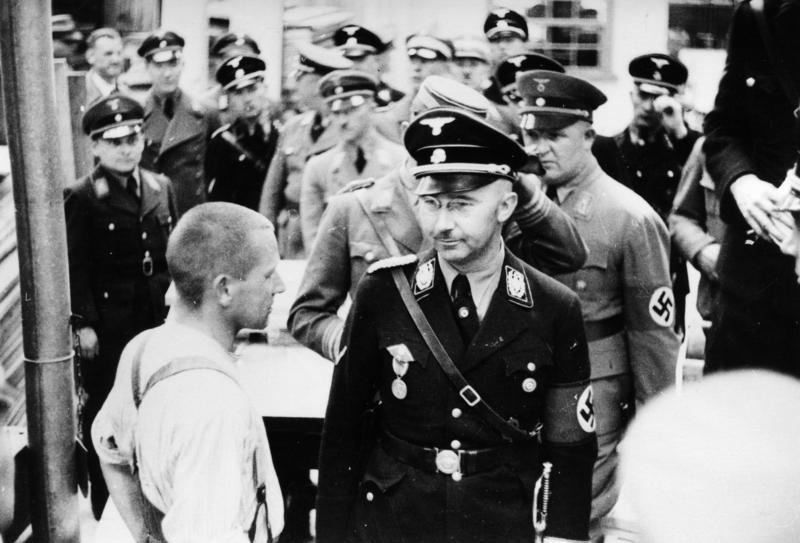
Heinrich Himmler, acompañado de oficiales nazis, visitando el campo de concentración de Dachau, en 1936.

En 1935, como el sistema de campos de concentración en Alemania se había expandido, se organizaron grupos de campamentos divididos en Wachsturmbanne ("batallones") que estaban a cargo del Inspector de Campos de Concentración y que respondían directamente a la Oficina central de las SS y ante Heinrich Himmler. Cuando las SS-Totenkopfverbände fueron establecidas oficialmente en marzo de 1936, el grupo se organizó en seis Wachtruppen, situado cada uno de ellos en los principales campos de concentración de Alemania. En 1937, los Wachsturmbanne fueron a su vez reorganizados en tres grandes SS-Totenkopfstandarten (regimientos).
Hacia 1936, Eicke ya había comenzado a establecer formaciones militares a partir del personal de los campos de concentración que con el tiempo acabarían formando la División Totenkopf y otras unidades de las Waffen-SS. En los primeros días de la formación del servicio de campamentos militares, la cadena de mando del grupo de guardias fue cuestionada por Eicke como Führer der Totenkopfverbände, ya que aunque él ejercía el control personal de los guardias, al ser formación militarizada de la SS, la autoridad sobre las unidades militarizadas era reclamada por las SS-Verfügungstruppe. Las Verfügungstruppe habían sido creadas originalmente en 1934 como tropas de combate por el Partido Nazi. En esta época, Eicke y Himmler habían concebido a las SS-TV no como tropas de combate, sino como tropas que debían desempeñar lo que eufemísiticamente Eicke describió como "operaciones policiales y de seguridad" tras las líneas del frente. Por ello los hombres de Eicke fueron entrenados por un cuadro de personal del campo sin intervención externa; el primer ejercicio de entrenamiento importante en 1935 dio lugar a la limpieza de todo el campo de Dachau durante varias semanas, mientras que la formación militar "Totenkopf" se fue organizando.
Hacia abril de 1938, la SS-TV ya contaba con cuatro regimientos, cada uno de ellos compuesto a su vez de tres batallones de asalto con tres compañías de asalto cada uno de ellos, una compañía de ametralladoras, además de varias unidades extras (comunicaciones, medicina militar y transportes). El 17 de agosto de 1938 Hitler decretó, por petición de Himmler, que las SS-TV constituirían la reserva para la SS-Verfügungstruppe; durante el transcurso de la guerra, la SS-TV constituiría un flujo constante de hombres entre los campos de concentración y las Waffen-SS. No obstante, en un principio la intención de Himmler era simplemente expandir su ejército privado utilizando a la SS-TV (al igual que la policía, a la que también controlaba) como una reserva de efectivos humanos. Himmler solicitó —y obtuvo— un decreto posterior, emitido el 18 de mayo de 1939, que autorizaba la expansión de las SS-TV a 50.000 hombres, y obligaba al Ejército alemán a dotarlas de equipo militar, algo a lo que hasta entonces el ejército se había resistido.

### Segunda Guerra Mundial

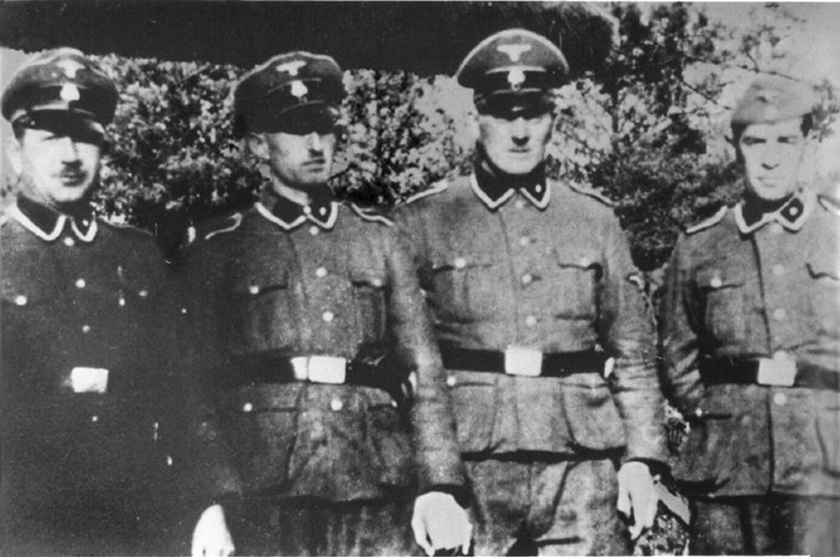
Miembros de la Totenkopfverbände del campo de exterminio de Treblinka.

Al comienzo de la contienda, el 1 de septiembre de 1939, las fuerzas de campo del SS-TV comandadas por Eicke agrupaban a cuatro regimientos de infantaría y un regimiento de caballería, más otros dos regimientos que había sido situados clandestinamente en el Danzig independiente. Su rol en la invasión de Polonia no fue militar; a diferencia del Leibstandarte y las SS-VT, las Totenkopfverbände no estaban bajo el control del Alto Mando del Ejército (OKH), sino de Himmler. En su lugar, sus capacidades militares fueron empleadas para aterrorizar a la población civil a través de actos que incluyeron la caza desordenada de soldados polacos, la confiscación de productos agrícolas y ganadería, así como la tortura y el asesinato de un gran número de civiles polacos: líderes políticos, aristócratas, empresarios, sacerdotes, intelectuales y judíos. El comportamiento de estos Standarten en Polonia provocó quejas y protestas por parte de varios oficiales del ejército, incluyendo al comandante del 8.º Ejército, el general Johannes Blaskowitz, que escribió en vano un largo memorándum a von Brauchitsch detallando las atrocidades de las SS-TV.
A raíz de la conquista de Polonia, los tres Totenkopf-Standarten más grandes se combinaron con la SS Heimwehr Danzig y algunas unidades de apoyo transferidas desde el Ejército para crear la Totenkopf-Division (TK-Division), con Eicke en mando. Entre finales de 1939 y la primavera de 1940 un reclutamiento masivo llevó a la aparición de doce nuevos TK-Standarten (cuatro veces el tamaño de la SS-VT) en previsión del próximo ataque a Francia. Sin embargo, la ambición de Eicke había despertado las sospechas de Himmler, a lo que se unía el resentimiento de Hausser y Dietrich, principalmente por su designación de las TK-Standarten como reservas exclusivamente para su Totenkopf-Division, y también por su apropiación de los suministros militares de las Verfügungstruppe, que se almacenaron en los campos de concentración de Eicke. Después de que la TK-Division, y Eicke personalmente, hubieran tenido un mal desempeño durante la Batalla de Francia, Himmler decidió frenar a su subordinado. Usando cínicamente como justificación varias atrocidades públicas que habían sido perpetradas por la División en Francia, el 15 de agosto de 1940 disolvió la Inspección de las SS-Totenkopfstandarten de Eicke y transfirió la Totenkopf-Division, los TK-Standarten independientes, y su sistema de reservas y reemplazos, al Alto mando de la recién formada Waffen-SS.
En febrero de 1941 la designación Totenkopf fue eliminada de los nombres de todas las unidades del SS-TV —excepto de la División Totenkopf y de los Totenkopfwachsturmbanne del campo—, y su personal cambió las insignias de la calavera por las runas de las Waffen-SS. El sistema de campos fue reformado y fue sometido a una profunda expansión después de la invasión de la Unión Soviética en 1941, cuando un gran número de soldados soviéticos fue capturado. Algunos de estos prisioneros de guerra fueron transferidos a los campos, donde el trato inhumano al que fueron sometidos se convirtió en algo normal.

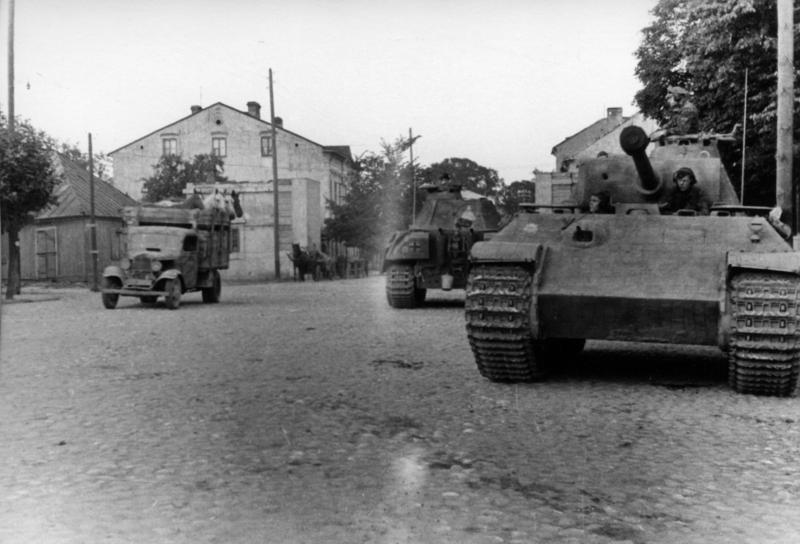
Tanques de la División Totenkopf en la Polonia ocupada (sept. 1944).

La División Totenkopf todavía mantuvo estrechos vínculos con el servicio de guardias de los campos y sus miembros continuaron llevando la calavera como insignia de la unidad. Pasarían a ser conocidos por las tácticas brutales, a consecuencia de la doctrina original "Sin piedad" que Eicke había inculcado en su personal del campo y que se remontaba a 1934, junto con el hecho de que el Totenkopfstandarte original se había "entrenado" a sí mismo. La ineficacia de la división en Francia, así como sus crímenes de guerra, pueden en parte explicarse por el hecho de que su personal estaba formado más por matones que por auténticos soldados. Sin embargo, en el transcurso de los salvajes combates en el Frente Oriental (durante los cual la división fue destruida y recreada dos veces con éxito), la Totenkopf se convirtió en una de las unidades de combate de élite de las fuerzas alemanas. Muy pocos de los hombres que formaban parte de los Standarten en 1939 continuaban combatiendo en la división en 1945.
Entre 1944 y 1945 las unidades SS-TV comenzaron a recibir órdenes de destruir cualquier evidencia o prueba que los pudiera relacionar con el Holocausto y los crímenes de guerra allí cometidos. Muchos campos fueron desmontados, mientras que los prisioneros supervivientes o bien eran ejecutados, o bien eran forzados a realizar largas marchas de la muerte para alejarlos así de los avances de los aliados. Las SS-TV también participaron en los fusilamientos de cientos de prisioneros políticos para evitar su liberación. En abril de 1945 muchos miembros de la SS-Totenkopfverbände abandonaron sus puestos y/o se quitaron las insignias de la calavera para evitar ser identificados, dejando las funciones de los campos a soldados rasos o a efectivos auxiliares de las SS. Sin embargo, muchos de ellos serían arrestados por los aliados y juzgados por crímenes de guerra entre 1946 y 1949.

## Organización y funcionamiento
Las SS Totenkopfverbände fueron una de las principales ramas de las Schutzstaffel, las cuales –tras el comienzo de la guerra– aumentaron su tamaño hasta convertirse en un pequeño ejército de 250.000 soldados y oficiales organizados en varias divisiones, con rangos e historiales de servicio transferibles desde la policía y el ejército regular. Para 1941, los campos de concentración administrados por la SS-TV, tanto en Alemania como a lo largo y ancho de los territorios ocupados, habían crecido hasta convertirse en un masivo sistema institucionalizado de trabajos forzados para las SS. Se construyeron campos "especiales" para la Aktion Reinhard. A comienzos de 1942, todo el sistema de campos de concentración fue puesto bajo la autoridad del Departamento Económico y Administrativo (WVHA) con el Inspector de los Campos de Concentración ahora convertido en un subordinado del jefe de la WVHA. Los campos fueron entonces separados en varios tipos: Trabajos forzados, concentración, y exterminio, a los que además se sumaban los márgenes de ganancias récord derivados del robo de dinero en efectivo y de activos de las víctimas del Holocausto. Se construyeron campos gigantescos en Auschwitz y Majdanek en previsión de la masa de prisioneros de guerra soviéticos que entrarían en los campos de trabajo después de 1941.
Otra rama importante de las SS conocida como SS-Verfügungstruppe (SS-VT) fue pronto reorganizada y expandida por Himmler para acabar formando las Waffen-SS, con unos 150.000 miembros. Casi la mitad de los oficiales de los campos de concentración sirvieron en las divisiones de combate de las Waffen-SS, incluidas las divisiones Leibstandarte, Das Reich, Wiking, Nord, y Totenkopf. Esta última estaba directamente relacionada con el sistema de campos, ya que sus miembros procedían del cuerpo de guardias y oficiales. De hecho, algunos oficiales de los campos de concentración sirvieron como comandantes de división en las Waffen-SS. En 1941, poco antes de la invasión de la Unión Soviética y de empezar a implementarse la "Solución Final", el personal de los Campos de concentración comenzó a ser enviado a las formaciones de combate de las SS tras superar pruebas médicas. Se introdujeron perros de presa y ataque para compensar la falta de personal. Hacia octubre de 1944 los miembros de las Waffen-SS habían crecido hasta alcanzar los 800.000-910.000 hombres.
Dentro de los propios campos, existía una jerarquía de rangos y posiciones que eran exclusivas para el servicio de campamento. Cada campo era dirigido por un Kommandant, a veces denominados como Lagerkommandant, que eran asistidos por ayudante de campo y una especie de "Estado mayor". Los cuarteles de la prisión dentro del campo eran supervisados por un Rapportführer, que era responsable de pasar lista diariamente y la programación diaria del campamento. Las barracas de prisioneros individuales eran supervisadas por suboficiales de las SS llamados Blockführer que, a su vez, disponían de uno o dos escuadrones de soldados de las SS encargados de la supervisión de los prisioneros. Dentro de los campos de exterminio, el Blockführer estuvo a cargo de los prisioneros Sonderkommando, los cuales eran también los encargados físicamente de llevar a las víctimas de los nazis a las cámaras de gas del campamento. Los trabajadores judíos del Sonderkommando, a su vez, eran vigilados y atemorizados por hasta unos 100 Trawnikimänner o Wachmannschaften.

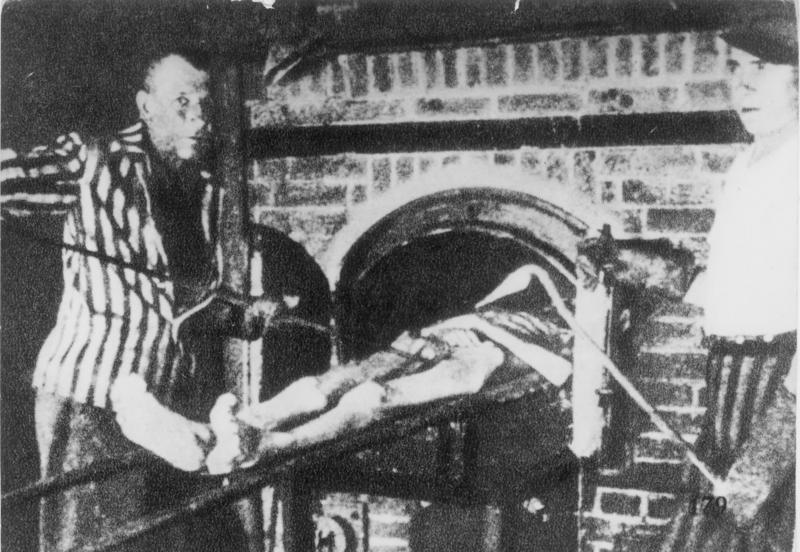
Operarios del Sonderkommando trabajando en los crematorios del Campo de concentración de Dachau.

El perímetro del campo y las torres de vigilancia eran vigiladas por una formación separada, llamada Wachbattalion o Batallón de Guardia. El comandante de esta unidad era responsable de proporcionar efectivos para las torres de vigilancia y supervisar las patrullas de vigilancia fuera del campo. El batallón de guardia estaba organizado según el estilo militar tradicional, con compañías, pelotones y escuadras. El jefe del batallón estaba subordinado directamente al comandante del campo.
Los campos de concentración también disponían de personal médico y de apoyo, dependiente de la oficina del comandante del campo, así como una oficina de seguridad compuesta por efectivos de la Gestapo y Sicherheitsdienst (SD) que estaban asignados al campamento de forma temporal. Este personal de seguridad, si bien respondía ante el comandante del campo, también estaba bajo el mando directo de comandantes de la Sicherheitspolizei (SiPo) y la RSHA, que no dependían de los cuadros de mando de los campamentos. Como resultado, el personal del SD y la Gestapo en los campos de concentración era visto como "extraños" por parte del personal del campamento y con frecuencia eran mal vistos por los miembros regulares del SS-TV.